# Izgnanie
Izgnanie  (en ruso:  Изгнание ) es una película rusa de 2007 dirigida por Andrey Zvyagintsev. La película es una adaptación de una novela de 1953 del escritor armenio-estadounidense William Saroyan.
La película se estrenó en el Festival de Cine de Cannes en el 2007 y fue nominada a la Palma de Oro. El actor y protagonista de la película, Konstantin Lavronenko, ganó el premio al Mejor Actor en el festival. Fue lanzado en los cines rusos el 2 de octubre de 2007. La película recibió críticas mixtas de los críticos.

## Sinopsis
Alex (Konstantin Lavronenko) y su esposa Vera (Maria Bonnevie) se instalan en su nuevo hogar, una casa de campo que perteneció a la familia del marido en un lugar remoto. Allí inician una nueva vida con sus dos hijos que pronto se convertirá en una pesadilla. Se trata de un viaje interior del paraíso al infierno, en el que cada uno evoluciona de manera diferente, alejándose todos cada vez más del ideal familiar. Primero conocemos que Vera está embarazada de su tercer hijo, pero le confiesa a Alex que él no es el padre. Alex deambula por el campo, por caminos y valles durante varias jornadas. Cuando regresa, propone a Vera que aborte. Por otra parte, la vida familiar comienza a tambalearse con la llegada de Mark (Alexander Baluev), el hermano de Alex, que ha abandonado a su mujer y a sus hijos. La perniciosa influencia de Mark hace que las relaciones de Alex con su familia sean cada vez más frías y distantes. Cuando ella acepta abortar, el marido llama a dos curanderos. En la misma casa familiar se producirá la interrupción del embarazo. Vera, como consecuencia de la intervención, muere. El médico que fue avisado la noche anterior, cuando se presenta en la casa, no puede sino certificar la muerte de la esposa. La autopsia aclarará que Vera ha muerto a causa de una intoxicación. Ha ingerido un número grande de fármacos que le han provocado la muerte.

## Reparto
- Konstantin Lavronenko como Alex.
- Maria Bonnevie como Vera, la esposa de Alex.
- Aleksandr Baluev como Mark, el hermano de Alex.
- Maksim Shibayev como Kir, el hijo de Alex.
- Katya Kulkina como Eva, la hija de Alex.
- Dmitri Ulyanov como Robert, amigo y compañero de trabajo de Alex.

## Producción
El director Andrey Zvyagintsev dijo que el proyecto le llevó casi tres años en completarse, desde que pensó por primera vez en la trama. El guion de la película fue presentado a Zvyagintsev por Artyom Melkumian, un amigo armenio suyo que trabajaba como camarógrafo de televisión. Melkumian amaba The Laughing Matter de William Saroyan y pasó diez años adaptando la novela. Originalmente, el guion tenía mucho diálogo, pero Zvyagintsev dijo que cuando comenzó a probarlo con actores "fue un desastre" y tuvo que cortar el diálogo sin remordimientos. "El largo diálogo sería imposible de filmar de una manera satisfactoria. Sería muy difícil para los actores mantener la atención de los espectadores durante tanto tiempo", dijo Zvyagintsev.
Zvyagintsev dijo: "Todo el éxito de la película depende del elenco. Así que paso mucho tiempo buscando exactamente a las personas adecuadas. Siempre tengo en mente una imagen de un personaje en particular, y luego escucho a muchos actores y sigo comparando la esencia de los personajes con la esencia de las personas que conozco. Cuando los personajes virtuales y reales casi coinciden, sé que he encontrado a mi actor". Zvyagintsev intentó evitar elegir a Konstantin Lavronenko, que interpretó el papel principal en su película anterior, El regreso, pero dijo: "Al final no pude encontrar a nadie más que pudiera ser su igual". Zvyagintsev pospuso la filmación y esperó doce meses a la actriz Maria Bonnevie, que tenía un contrato de un año con el Teatro Real de Estocolmo.
La película tuvo 103 días de rodaje en cuatro países diferentes: Francia, Bélgica, Moldavia y Rusia. Las escenas exteriores de la ciudad fueron filmadas en pueblos históricamente industriales de Bélgica y el norte de Francia: Charleroi, Roubaix y Tourcoing. La casa, la estación de tren, la iglesia, el cementerio y el puente de madera al lado de la casa fueron construidos a propósito en un lugar cerca de Cahul, Moldavia. Una toma con un burro que solo dura varios segundos en la pantalla llevó al equipo medio día a filmar y usó tres carretes de película. Zvyagintsev bromeó: "Ahora digo que nunca volveré a trabajar con animales". Zvyagintsev eliminó intencionalmente referencias culturales sobre el tiempo y el escenario de la película. Se prestó especial atención a la arquitectura, los letreros y los vehículos. Los billetes de banco finlandeses se modificaron para que parecieran más abstractos y un signo francés se eliminó digitalmente en la postproducción.

## Recepción
La película recibió críticas mixtas de los críticos. Basado en 18 comentarios recopilados por Rotten Tomatoes , tiene una calificación de aprobación general de los críticos del 61%, con un puntaje promedio de 5.1 / 10.